# پی‌کی‌پی اینترسیتی
پی‌کی‌پی اینترسیتی (انگلیسی: PKP Intercity) شرکت ترابری ریلی لهستانی است، که در سال ۲۰۰۱ تأسیس شد.